# A-maze
A-maze is het debuutalbum van de Nederlandse rockband Silhouette. Het is opgenomen van augustus 2005 tot en met mei 2006 in de Avenue geluidsstudio in Utrecht en op het Wellant College in Montfoort. Silhouette was destijds een hobbyband, die rond Utrecht optrad. Men kreeg verzoeken tot het uitbrengen van een muziekalbum, hetgeen gebeurde in de hoedanigheid van A-maze. De bandleden constateerden achteraf, dat de opname te vlot waren verlopen, maar dat de muzieksfeer van destijds (binnen Silhouette) wel goed op de plaat terecht was gekomen. De band wilde werken aan de toekomst met verbeterde productie (de productie en zang werden destijds als matig gerecenseerd). Ze noemden als inspiratie de symfobands Genesis, Marillion, Pink Floyd en IQ, vanuit Nederland Cirkel, en Taurus. 

## Musici
- Brian de Graeve – gitaar, zang
- Erik Laan – toetsinstrumenten, zang
- Gerrit-Jan Bloemink – basgitaar
- Jos Uffing – slagwerk, akoestische gitaar, zang

## Muziek
| Nr. | Titel                                  | Duur |
| --- | -------------------------------------- | ---- |
| 1.  | Ocean of life (Uffing)                 | 4:38 |
| 2.  | The lie (Laan)                         | 5:29 |
| 3.  | Special days (Uffing)                  | 4:38 |
| 4.  | Shere are you now (de Graeve)          | 4:54 |
| 5.  | The world is gonna get you (de Graeve) | 7:57 |
| 6.  | Betray me (de Graeve)                  | 5:55 |
| 7.  | Reunion (Uffing)                       | 3:31 |
| 8.  | Seize the night (de Graeve)            | 9:21 |
| 9.  | Long distance (Laan)                   | 7:16 |